# Vladimir Jugović
Vladimir Jugović (in serbo Владимир Југовић?; Trstenik, 30 agosto 1969) è un ex calciatore serbo, di ruolo centrocampista.

## Carriera

### Giocatore

#### Club

Jugović (al centro) alla Stella Rossa nel 1991, pressato dai marsigliesi Di Meco e Abedi Pelé nella vittoriosa finale di Coppa dei Campioni.

Crebbe sportivamente nella Stella Rossa di Belgrado con cui tra il 1991 e il 1992 vinse due campionati, una Coppa dei Campioni e una Coppa Intercontinentale (venendo nominato miglior giocatore di quest'ultima manifestazione, dopo aver segnato una decisiva doppietta contro i cileni del Colo-Colo). Arrivò in Italia nel 1992, acquistato dalla Sampdoria allenata dallo svedese Sven-Göran Eriksson. Nella prima stagione il centrocampista jugoslavo mise a segno 9 reti in campionato, rivelandosi uno dei migliori stranieri approdati in Serie A in quel periodo.
Dopo tre stagioni in maglia blucerchiata, con la quale vinse la Coppa Italia 1993-1994, si trasferì alla Juventus, che pagò il suo cartellino 8 miliardi di lire. Con la squadra piemontese conquistò uno scudetto, una Supercoppa italiana, la seconda Champions League della carriera (vinta, nella finale giocata a Roma contro l'Ajax, grazie al suo gol decisivo nell'epilogo ai tiri di rigore), un'altra Intercontinentale e una Supercoppa UEFA.
Nel 1997 fu acquistato, su indicazione del neoallenatore Eriksson, dalla Lazio. Rimase nella capitale per una sola stagione, raggiungendo una finale di Coppa UEFA, persa contro l'Inter, e vincendo la sua seconda Coppa Italia: nella doppia finale contro il Milan, segnò anche una rete su calcio di rigore nel 3-1 in rimonta della gara di ritorno. L'anno successivo si trasferì in Spagna, acquistato dall'Atlético Madrid, rimanendovi un solo anno. In seguito, ritornò in Italia per militare nell'Inter.
Nel 2001 venne ingaggiato dal Monaco ed esordì nel campionato francese. Concluse la sua carriera agonistica giocando prima nell'Admira Wacker M. e infine nell'LR Ahlen, congedandosi dal calcio giocato nel 2005.
Jugovic detiene il primato di essere l'unico giocatore ad aver giocato tutti e 4 i principali derby calcistici italiani grazie alla militanza in: Sampdoria, Juventus, Lazio ed Inter.

#### Nazionale
Debuttò con la nazionale jugoslava l'8 agosto 1991, nella partita contro la Cecoslovacchia. In seguito, con la Jugoslavia (solo Serbia-Montenegro), partecipò al campionato del mondo 1998 in Francia e al campionato d'Europa 2000 in Belgio e Paesi Bassi, totalizzando 4 presenze in ciascun torneo.

### Dopo il ritiro
Lavora come opinionista sportivo per alcune televisioni, anche del suo paese. Si occupa inoltre di scouting per giovani leve serbe, oltre a intraprendere la carriera di procuratore sportivo.

## Statistiche

### Presenze e reti nei club
| Stagione            | Squadra             | Campionato          | Campionato | Campionato | Coppe nazionali | Coppe nazionali | Coppe nazionali | Coppe continentali | Coppe continentali | Coppe continentali | Altre coppe | Altre coppe | Altre coppe | Totale | Totale |
| Stagione            | Squadra             | Comp                | Pres       | Reti       | Comp            | Pres            | Reti            | Comp               | Pres               | Reti               | Comp        | Pres        | Reti        | Pres   | Reti   |
| ------------------- | ------------------- | ------------------- | ---------- | ---------- | --------------- | --------------- | --------------- | ------------------ | ------------------ | ------------------ | ----------- | ----------- | ----------- | ------ | ------ |
| ago.-dic. 1989      | Stella Rossa        | PL                  | 1          | 0          | CMT             | 0               | 0               | CU                 | 0                  | 0                  | -           | -           | -           | 1      | 0      |
| gen.-giu. 1990      | Rad Belgrado        | PL                  | 16         | 7          | CMT             | 0               | 0               | CU                 | -                  | -                  | -           | -           | -           | 16     | 7      |
| 1990-1991           | Stella Rossa        | PL                  | 32         | 7          | CMT             | 8               | 0               | CC                 | 9                  | 0                  | -           | -           | -           | 49     | 7      |
| 1991-1992           | Stella Rossa        | PL                  | 28         | 3          | CJ              | 9               | 3               | CC                 | 10                 | 0                  | SU+CInt     | 1+1         | 0+2         | 49     | 8      |
| Totale Stella Rossa | Totale Stella Rossa | Totale Stella Rossa | 61         | 10         |                 | 17              | 3               |                    | 19                 | 0                  |             | 2           | 2           | 99     | 15     |
| 1992-1993           | Sampdoria           | A                   | 33         | 9          | CI              | 2               | 1               | -                  | -                  | -                  | -           | -           | -           | 35     | 10     |
| 1993-1994           | Sampdoria           | A                   | 27         | 6          | CI              | 6               | 0               | -                  | -                  | -                  | -           | -           | -           | 33     | 6      |
| 1994-1995           | Sampdoria           | A                   | 21         | 3          | CI              | 4               | 0               | CdC                | 6                  | 2                  | SI          | 1           | 0           | 32     | 5      |
| Totale Sampdoria    | Totale Sampdoria    | Totale Sampdoria    | 81         | 18         |                 | 12              | 1               |                    | 6                  | 2                  |             | 1           | 0           | 100    | 21     |
| 1995-1996           | Juventus            | A                   | 26         | 2          | CI              | 1               | 1               | UCL                | 8                  | 1                  | SI          | 0           | 0           | 35     | 4      |
| 1996-1997           | Juventus            | A                   | 30         | 6          | CI              | 3               | 0               | UCL                | 7                  | 0                  | SU+CInt     | 1+1         | 0+0         | 42     | 6      |
| Totale Juventus     | Totale Juventus     | Totale Juventus     | 56         | 8          |                 | 4               | 1               |                    | 15                 | 1                  |             | 2           | 0           | 77     | 10     |
| 1997-1998           | Lazio               | A                   | 27         | 2          | CI              | 9               | 3               | CU                 | 6                  | 1                  | -           | -           | -           | 42     | 6      |
| 1998-1999           | Atlético Madrid     | PD                  | 17         | 3          | CR              | 2               | 0               | CU                 | 8                  | 2                  | -           | -           | -           | 27     | 5      |
| 1999-2000           | Inter               | A                   | 17+1       | 2+0        | CI              | 4               | 0               | -                  | -                  | -                  | -           | -           | -           | 22     | 2      |
| 2000-2001           | Inter               | A                   | 21         | 1          | CI              | 0               | 0               | UCL+CU             | 2+4                | 0+0                | SI          | 1           | 0           | 28     | 1      |
| Totale Inter        | Totale Inter        | Totale Inter        | 38+1       | 3+0        |                 | 4               | 0               |                    | 6                  | 0                  |             | 1           | 0           | 49     | 3      |
| 2001-2002           | Monaco              | D1                  | 19         | 0          | CF+CdL          | 3+3             | 0+1             | -                  | -                  | -                  |             | -           | -           | 25     | 1      |
| 2002-2003           | Monaco              | L1                  | 0          | 0          | CF+CdL          | 0+0             | 0+0             | -                  | -                  | -                  | -           | -           | -           | 0      | 0      |
| Totale Monaco       | Totale Monaco       | Totale Monaco       | 19         | 0          |                 | 6               | 1               |                    | -                  | -                  |             | -           | -           | 25     | 1      |
| 2003-2004           | Admira Wacker M.    | BL                  | 25         | 3          | CA              | 1               | 0               | -                  | -                  | -                  | -           | -           | -           | 26     | 3      |
| 2004-2005           | LR Ahlen            | 2.BL                | 19         | 2          | CG              | 2               | 0               | -                  | -                  | -                  | -           | -           | -           | 21     | 2      |
| Totale carriera     | Totale carriera     | Totale carriera     | 359+1      | 56+0       |                 | 57              | 9               |                    | 60                 | 6                  |             | 6           | 2           | 483    | 73     |

### Cronologia presenze e reti in nazionale

#### RSF Jugoslavia
| Cronologia completa delle presenze e delle reti in nazionale ― Jugoslavia | Cronologia completa delle presenze e delle reti in nazionale ― Jugoslavia | Cronologia completa delle presenze e delle reti in nazionale ― Jugoslavia | Cronologia completa delle presenze e delle reti in nazionale ― Jugoslavia | Cronologia completa delle presenze e delle reti in nazionale ― Jugoslavia | Cronologia completa delle presenze e delle reti in nazionale ― Jugoslavia | Cronologia completa delle presenze e delle reti in nazionale ― Jugoslavia | Cronologia completa delle presenze e delle reti in nazionale ― Jugoslavia |
| Data                                                                      | Città                                                                     | In casa                                                                   | Risultato                                                                 | Ospiti                                                                    | Competizione                                                              | Reti                                                                      | Note                                                                      |
| ------------------------------------------------------------------------- | ------------------------------------------------------------------------- | ------------------------------------------------------------------------- | ------------------------------------------------------------------------- | ------------------------------------------------------------------------- | ------------------------------------------------------------------------- | ------------------------------------------------------------------------- | ------------------------------------------------------------------------- |
| 8-8-1991                                                                  | Aosta                                                                     | Cecoslovacchia                                                            | 0 – 1                                                                     | Jugoslavia                                                                | Amichevole                                                                | -                                                                         |                                                                           |
| 16-10-1991                                                                | Landskrona                                                                | Fær Øer                                                                   | 0 – 2                                                                     | Jugoslavia                                                                | Qual. Euro 1992                                                           | 1                                                                         |                                                                           |
| 30-10-1991                                                                | Varginha                                                                  | Brasile                                                                   | 3 – 1                                                                     | Jugoslavia                                                                | Amichevole                                                                | -                                                                         |                                                                           |
| 25-3-1992                                                                 | Amsterdam                                                                 | Paesi Bassi                                                               | 2 – 0                                                                     | Jugoslavia                                                                | Amichevole                                                                | -                                                                         |                                                                           |
| Totale                                                                    |                                                                           | Presenze                                                                  | 4                                                                         |                                                                           | Reti                                                                      | 1                                                                         |                                                                           |

#### RF Jugoslavia
| Cronologia completa delle presenze e delle reti in nazionale ― Jugoslavia | Cronologia completa delle presenze e delle reti in nazionale ― Jugoslavia | Cronologia completa delle presenze e delle reti in nazionale ― Jugoslavia | Cronologia completa delle presenze e delle reti in nazionale ― Jugoslavia | Cronologia completa delle presenze e delle reti in nazionale ― Jugoslavia | Cronologia completa delle presenze e delle reti in nazionale ― Jugoslavia | Cronologia completa delle presenze e delle reti in nazionale ― Jugoslavia | Cronologia completa delle presenze e delle reti in nazionale ― Jugoslavia |
| Data                                                                      | Città                                                                     | In casa                                                                   | Risultato                                                                 | Ospiti                                                                    | Competizione                                                              | Reti                                                                      | Note                                                                      |
| ------------------------------------------------------------------------- | ------------------------------------------------------------------------- | ------------------------------------------------------------------------- | ------------------------------------------------------------------------- | ------------------------------------------------------------------------- | ------------------------------------------------------------------------- | ------------------------------------------------------------------------- | ------------------------------------------------------------------------- |
| 23-12-1994                                                                | Porto Alegre                                                              | Brasile                                                                   | 2 – 0                                                                     | Jugoslavia                                                                | Amichevole                                                                | -                                                                         |                                                                           |
| 27-12-1994                                                                | Buenos Aires                                                              | Argentina                                                                 | 1 – 0                                                                     | Jugoslavia                                                                | Amichevole                                                                | -                                                                         |                                                                           |
| 27-3-1996                                                                 | Belgrado                                                                  | Jugoslavia                                                                | 1 – 0                                                                     | Romania                                                                   | Amichevole                                                                | -                                                                         |                                                                           |
| 24-4-1996                                                                 | Belgrado                                                                  | Jugoslavia                                                                | 3 – 1                                                                     | Fær Øer                                                                   | Qual. Mondiali 1998                                                       | -                                                                         |                                                                           |
| 26-5-1996                                                                 | Tokyo                                                                     | Giappone                                                                  | 1 – 0                                                                     | Jugoslavia                                                                | Amichevole                                                                | -                                                                         | Ammonizione                                                               |
| 2-6-1996                                                                  | Belgrado                                                                  | Jugoslavia                                                                | 6 – 0                                                                     | Malta                                                                     | Qual. Mondiali 1998                                                       | -                                                                         | 51’                                                                       |
| 6-10-1996                                                                 | Toftir                                                                    | Fær Øer                                                                   | 1 – 8                                                                     | Jugoslavia                                                                | Qual. Mondiali 1998                                                       | 1                                                                         |                                                                           |
| 10-11-1996                                                                | Belgrado                                                                  | Jugoslavia                                                                | 1 – 0                                                                     | Rep. Ceca                                                                 | Qual. Mondiali 1998                                                       | -                                                                         | 36’                                                                       |
| 14-12-1996                                                                | Valencia                                                                  | Spagna                                                                    | 2 – 0                                                                     | Jugoslavia                                                                | Qual. Mondiali 1998                                                       | -                                                                         |                                                                           |
| 12-3-1997                                                                 | Belgrado                                                                  | Jugoslavia                                                                | 0 – 0                                                                     | Russia                                                                    | Amichevole                                                                | -                                                                         |                                                                           |
| 2-4-1997                                                                  | Praga                                                                     | Rep. Ceca                                                                 | 1 – 2                                                                     | Jugoslavia                                                                | Qual. Mondiali 1998                                                       | -                                                                         | 32’                                                                       |
| 8-6-1997                                                                  | Belgrado                                                                  | Jugoslavia                                                                | 2 – 0                                                                     | Slovacchia                                                                | Qual. Mondiali 1998                                                       | -                                                                         |                                                                           |
| 20-8-1997                                                                 | San Pietroburgo                                                           | Russia                                                                    | 0 – 1                                                                     | Jugoslavia                                                                | Amichevole                                                                | -                                                                         | 46’                                                                       |
| 10-9-1997                                                                 | Bratislava                                                                | Slovacchia                                                                | 1 – 1                                                                     | Jugoslavia                                                                | Qual. Mondiali 1998                                                       | -                                                                         |                                                                           |
| 11-10-1997                                                                | Ta' Qali                                                                  | Malta                                                                     | 0 – 5                                                                     | Jugoslavia                                                                | Qual. Mondiali 1998                                                       | 1                                                                         |                                                                           |
| 29-10-1997                                                                | Budapest                                                                  | Ungheria                                                                  | 1 – 7                                                                     | Jugoslavia                                                                | Qual. Mondiali 1998                                                       | -                                                                         |                                                                           |
| 28-1-1998                                                                 | Tunisi                                                                    | Tunisia                                                                   | 0 – 3                                                                     | Jugoslavia                                                                | Amichevole                                                                | -                                                                         | 80’                                                                       |
| 22-4-1998                                                                 | Belgrado                                                                  | Jugoslavia                                                                | 3 – 1                                                                     | Corea del Sud                                                             | Amichevole                                                                | -                                                                         | 46’                                                                       |
| 29-5-1998                                                                 | Belgrado                                                                  | Jugoslavia                                                                | 3 – 0                                                                     | Nigeria                                                                   | Amichevole                                                                | -                                                                         |                                                                           |
| 3-6-1998                                                                  | Losanna                                                                   | Jugoslavia                                                                | 1 – 0                                                                     | Giappone                                                                  | Amichevole                                                                | -                                                                         | 61’                                                                       |
| 6-6-1998                                                                  | Basilea                                                                   | Svizzera                                                                  | 1 – 1                                                                     | Jugoslavia                                                                | Amichevole                                                                | -                                                                         |                                                                           |
| 14-6-1998                                                                 | Saint-Étienne                                                             | Jugoslavia                                                                | 1 – 0                                                                     | Iran                                                                      | Mondiali 1998 - 1º turno                                                  | -                                                                         |                                                                           |
| 21-6-1998                                                                 | Lens                                                                      | Germania                                                                  | 2 – 2                                                                     | Jugoslavia                                                                | Mondiali 1998 - 1º turno                                                  | -                                                                         |                                                                           |
| 25-6-1998                                                                 | Nantes                                                                    | Stati Uniti                                                               | 0 – 1                                                                     | Jugoslavia                                                                | Mondiali 1998 - 1º turno                                                  | -                                                                         |                                                                           |
| 29-6-1998                                                                 | Tolosa                                                                    | Jugoslavia                                                                | 1 – 2                                                                     | Paesi Bassi                                                               | Mondiali 1998 - Ottavi di finale                                          | -                                                                         |                                                                           |
| 2-9-1998                                                                  | Niš                                                                       | Jugoslavia                                                                | 1 – 1                                                                     | Svizzera                                                                  | Amichevole                                                                | -                                                                         |                                                                           |
| 18-11-1998                                                                | Belgrado                                                                  | Jugoslavia                                                                | 1 – 0                                                                     | Irlanda                                                                   | Qual. Euro 2000                                                           | -                                                                         | 84’                                                                       |
| 23-2-2000                                                                 | Skopje                                                                    | Macedonia                                                                 | 1 – 2                                                                     | Jugoslavia                                                                | Amichevole                                                                | -                                                                         | 46’                                                                       |
| 28-3-2000                                                                 | Belgrado                                                                  | Jugoslavia                                                                | 1 – 0                                                                     | Cina                                                                      | Amichevole                                                                | -                                                                         | 58’                                                                       |
| 28-5-2000                                                                 | Seul                                                                      | Corea del Sud                                                             | 0 – 0                                                                     | Jugoslavia                                                                | Amichevole                                                                | -                                                                         | 46’                                                                       |
| 30-5-2000                                                                 | Seongnam                                                                  | Corea del Sud                                                             | 0 – 0                                                                     | Jugoslavia                                                                | Amichevole                                                                | -                                                                         |                                                                           |
| 13-6-2000                                                                 | Charleroi                                                                 | Jugoslavia                                                                | 3 – 3                                                                     | Slovenia                                                                  | Euro 2000 - 1º turno                                                      | -                                                                         |                                                                           |
| 18-6-2000                                                                 | Liegi                                                                     | Jugoslavia                                                                | 1 – 0                                                                     | Norvegia                                                                  | Euro 2000 - 1º turno                                                      | -                                                                         | 72’                                                                       |
| 21-6-2000                                                                 | Bruges                                                                    | Spagna                                                                    | 4 – 3                                                                     | Jugoslavia                                                                | Euro 2000 - 1º turno                                                      | -                                                                         | 46’                                                                       |
| 25-6-2000                                                                 | Rotterdam                                                                 | Paesi Bassi                                                               | 6 – 1                                                                     | Jugoslavia                                                                | Euro 2000 - Quarti di finale                                              | -                                                                         |                                                                           |
| 24-3-2001                                                                 | Belgrado                                                                  | Jugoslavia                                                                | 1 – 1                                                                     | Svizzera                                                                  | Qual. Mondiali 2002                                                       | -                                                                         | 76’                                                                       |
| 13-2-2002                                                                 | Phoenix                                                                   | Messico                                                                   | 1 – 2                                                                     | Jugoslavia                                                                | Amichevole                                                                | -                                                                         |                                                                           |
| Totale                                                                    |                                                                           | Presenze                                                                  | 37                                                                        |                                                                           | Reti                                                                      | 2                                                                         |                                                                           |

## Palmarès

Jugović (primo da destra) festeggia con i compagni di squadra della Juventus il trionfo nella finale di Champions League 1995-1996

### Club

#### Competizioni nazionali
- Campionato jugoslavo: 2

Stella Rossa: 1990-1991, 1991-1992
- Coppa Italia: 2

Sampdoria: 1993-1994
Lazio: 1997-1998
- Supercoppa italiana: 1

Juventus: 1995
- Campionato italiano: 1

Juventus: 1996-1997
- Coppa di Lega francese: 1

Monaco: 2002-2003

#### Competizioni internazionali
- Coppa dei Campioni/UEFA Champions League: 2

Stella Rossa: 1990-1991
Juventus: 1995-1996
- Coppa Intercontinentale: 2

Stella Rossa: 1991
Juventus: 1996
- Supercoppa UEFA: 1

Juventus: 1996

### Individuale
- Miglior giocatore della Coppa Intercontinentale: 1

1991